# فابيو مورينا
فابيو مورينا (بالألمانية: Fabio Morena)‏ (19 مارس 1980 بلاينفلدن-إشتردينغن في ألمانيا - ) هو لاعب كرة قدم ألماني في مركز الدفاع. لعب مع نادي أليكانتي ونادي سانت باولي ونادي ساندهاوزن ونادي هامبورغ وفي إف بي شتوتغارت الثاني ونادي هامبورغ 2 ‏.

## روابط خارجية
- فابيو مورينا على موقع قاعدة بيانات كرة القدم.إي يو (الإنجليزية)
- فابيو مورينا على موقع بيانات كرة القدم. دي إي (الألمانية)
- فابيو مورينا على موقع عالم كرة القدم.نت (الإنجليزية)